# Кота Скай
Дакота Скай (англ. Dakota Sky), также Кота Скай (англ. Kota Sky, настоящее имя Lauren Kaye Scott, 17 апреля 1994[…], Тампа, Флорида — 9 июня 2021, Лос-Анджелес, Калифорния) — американская порноактриса.

## Биография
Родилась 17 апреля 1994 года в Тампе. В подростковом возрасте занималась балетом, гимнастикой и чирлидингом. Когда ей исполнилось восемнадцать лет, начала работать в ночную смену в магазине Wal-Mart. Во время пребывания в магазине также начала демонстрировать себя через веб-камеру, за что была номинирована на Exotic Dancer Award в 2012 году.
В июле в 2013 года на Скай обратил внимание агент по поиску талантов из East Coat Talents, поэтому она прилетела в Майами, чтобы поучаствовать в нескольких сексуальных сценах. После съёмок в Майами началась карьера актрисы в порноиндустрии. В первом фильме она снималась под псевдонимом Dakota Skye, но в феврале 2015 года сценическое имя было изменено на Kota Skye.
23 апреля 2015 года Скай заявила о выходе из порноиндустрии, 18 сентября 2015 года объявила, что 8 октября 2015 года вернется.
Умерла от передозировки наркотиков в 27 лет в 2021 году.

## Премии и номинации
| Год  | Церемония                  | Категория                                         | Работа                     | Результат |
| ---- | -------------------------- | ------------------------------------------------- | -------------------------- | --------- |
| 2014 | The Fannys                 | Новая старлетка года                              | N/A                        | Номинация |
| 2015 | XRCO Award                 | Новая старлетка года                              | N/A                        | Номинация |
| 2015 | XRCO Award                 | Кремовая мечта года                               | N/A                        | Номинация |
| 2015 | AVN Award                  | Лучшая новая старлетка                            | N/A                        | Номинация |
| 2015 | AVN Award                  | Приз зрительских симпатий: самый красивый новичок | N/A                        | Номинация |
| 2015 | AVN Award                  | Лучшая сцена анального секса                      | Meet Dakota Skye           | Номинация |
| 2015 | AVN Award                  | Лучшая М/Ж сексуальная сцена                      | Young and Glamorous 6      | Номинация |
| 2015 | AVN Award                  | Лучшая сексуальная сцена от первого лица          | My Brother’s Point of View | Номинация |
| 2015 | AVN Award                  | Лучшая сцена триолизма Ж/М/М                      | From Both Ends 2           | Номинация |
| 2015 | Spank Bank Award           | Следующая девушка «Этого» порно                   | N/A                        | Номинация |
| 2015 | Spank Bank Award           | Лучший придурок года, пишущий в твиттере          | N/A                        | Номинация |
| 2015 | Spank Bank Award           | Грязная маленькая шлюшка года                     | N/A                        | Номинация |
| 2015 | Spank Bank Award           | Новичок года                                      | N/A                        | Номинация |
| 2015 | Spank Bank Award           | Забавный размерный трах кролика                   | N/A                        | Номинация |
| 2015 | Spank Bank Award           | Лучшие глаза с надписью «Иди трахни меня»         | N/A                        | Номинация |
| 2015 | Spank Bank Award           | Лучшее лицо с буквой «О»                          | N/A                        | Номинация |
| 2015 | Spank Bank Award           | Гребаный ботаник года                             | N/A                        | Победа    |
| 2015 | Spank Bank Award           | Самая очаровательная шлюха                        | N/A                        | Победа    |
| 2015 | Spank Bank Technical Award | Милейшее надутое личико                           | N/A                        | Победа    |
| 2015 | Spank Bank Technical Award | Инстаграм-девушка года                            | N/A                        | Победа    |
| 2015 | Spank Bank Technical Award | Лучшее платье                                     | N/A                        | Победа    |
| 2015 | XBIZ Award                 | Лучшая новая старлетка                            | N/A                        | Номинация |
| 2016 | XBIZ Award                 | Лучшая парная сексуальная сцена                   | Student Bodies 3           | Номинация |
| 2016 | Spank Bank Award           | Лучшие волосы "Только что трахнули"               | N/A                        | Номинация |
| 2016 | Spank Bank Award           | Лучшее лицо "Отдыхающей сучки"                    | N/A                        | Номинация |
| 2016 | Spank Bank Award           | Инстаграм-девушка года                            | N/A                        | Номинация |
| 2016 | Spank Bank Award           | Лучший придурок года, пишущий в твиттере          | N/A                        | Номинация |
| 2019 | AVN Awards                 | Лучшая исполнительница                            | N/A                        | Номинация |

## Избранная фильмография
- 2013: Teen Manipulations
- 2014: Alien Ass Party 3
- 2014: American Nannies
- 2014: Anal Cuties 1
- 2015: Moms Teach Sex Vol. 4
- 2015: The Sexual Appetite of a Young Petite 3
- 2015: Busted Babysitters 2
- 2016: Ass Tricks